# Verticillecerus gerstaeckeri
Verticillecerus gerstaeckeri är en insektsart som beskrevs av Van der Weele 1909. Verticillecerus gerstaeckeri ingår i släktet Verticillecerus och familjen fjärilsländor. Inga underarter finns listade i Catalogue of Life.